# Чернишевски (Якутия)
Чернишевски (на руски: Чернышевский) е селище от градски тип в Якутия, Русия. Разположено е на брега на река Вилюй, на около 90 km северозападно от град Мирни. Към 2016 г. има население от 4385 души.

## История
Селището е основано през 1959 г. във връзка с построяването на Вилюйската ВЕЦ. Кръстено е в памет на Николай Чернишевски, който бива заточен в близкия град Вилюйск от 1864 до 1883 г. През 1961 г. Чернишевски получава статут на селище от градски тип. След като водноелектрическата централа е завършена през 1976 г., населението драстично намалява, но след това започва да се покачва отново.

## Население
| 1970 | 1979 | 1989 | 2002 | 2009 | 2010 |
| ---- | ---- | ---- | ---- | ---- | ---- |
| 9394 | 6029 | 8298 | 5310 | 5100 | 5025 |
| 2012 | 2013 | 2014 | 2015 | 2016 |      |
| 4998 | 4687 | 4513 | 4389 | 4385 |      |

## Климат
Климатът в селището е субарктичен. Средната годишна температура е -7,2 °C, а средното количество годишни валежи е около 562 mm.
| Климатични данни за Чернишевски       | Климатични данни за Чернишевски | Климатични данни за Чернишевски | Климатични данни за Чернишевски | Климатични данни за Чернишевски | Климатични данни за Чернишевски | Климатични данни за Чернишевски | Климатични данни за Чернишевски | Климатични данни за Чернишевски | Климатични данни за Чернишевски | Климатични данни за Чернишевски | Климатични данни за Чернишевски | Климатични данни за Чернишевски | Климатични данни за Чернишевски |
| Месеци                                | яну.                            | фев.                            | март                            | апр.                            | май                             | юни                             | юли                             | авг.                            | сеп.                            | окт.                            | ное.                            | дек.                            | Годишно                         |
| Абсолютни максимални температури (°C) | 4,9                             | 2,2                             | 8,3                             | 16,9                            | 29,5                            | 32,8                            | 36,9                            | 32,2                            | 26,1                            | 16,1                            | 5,0                             | 0,0                             | 36,9                            |
| Средни максимални температури (°C)    | −28                             | −24                             | −12,1                           | −1,9                            | 8,0                             | 18,3                            | 22,0                            | 18,0                            | 8,7                             | −4,1                            | −19,6                           | −26,6                           | −3,2                            |
| Средни температури (°C)               | −31,1                           | −27,6                           | −16,8                           | −6,4                            | 3,9                             | 13,4                            | 17,0                            | 13,2                            | 4,8                             | −6,9                            | −22,8                           | −29,8                           | −7,2                            |
| Средни минимални температури (°C)     | −34,8                           | −32,1                           | −22,4                           | −12,7                           | −1,4                            | 7,3                             | 11,0                            | 7,8                             | 0,5                             | −10,6                           | −26,9                           | −33,9                           | −12,1                           |
| Абсолютни минимални температури (°C)  | −57,8                           | −55                             | −53,9                           | −43,9                           | −17,8                           | −11                             | −5                              | −7,8                            | −16,1                           | −37,2                           | −52,2                           | −60                             | −60                             |
| Средни месечни валежи (mm)            | 21,2                            | 22,9                            | 30,5                            | 37,4                            | 53,5                            | 74,3                            | 63,7                            | 55,1                            | 62,3                            | 81,5                            | 36,0                            | 23,7                            | 562                             |
| ------------------------------------- | ------------------------------- | ------------------------------- | ------------------------------- | ------------------------------- | ------------------------------- | ------------------------------- | ------------------------------- | ------------------------------- | ------------------------------- | ------------------------------- | ------------------------------- | ------------------------------- | ------------------------------- |
| Източник: Climatebase                 |                                 |                                 |                                 |                                 |                                 |                                 |                                 |                                 |                                 |                                 |                                 |                                 |                                 |

## Икономика
Икономиката на селището е съсредоточена около ВЕЦ-а. Централата снабдява с електроенергия минното дело в близките диамантени мини в Мирни и Удачни. Има номинална мощност от 680 MW. Също така Вилюйската ВЕЦ работи при най-студените условия в света, а нейната язовирна стена е първата в света, построена на вечна замръзналост. Произвеждат се риба, млечни продукти и строителни материали. Има геологическа изследователска станция.